# Stephen Hawkins
För fysikern, se Stephen Hawking.
Stephen Hawkins, född den 14 januari 1971 i Hobart i Australien, är en australisk roddare.
Han tog OS-guld i dubbelsculler i samband med de olympiska roddtävlingarna 1992 i Barcelona.